# خايرو ايزكييردو
خايرو ايزكييردو (بالإسبانية: Jairo Izquierdo González)‏ (22 أكتوبر 1993 بسانتا كروث دي تينيريفه في إسبانيا - ) هو لاعب كرة قدم إسباني في مركز جناح ‏. لعب مع ريال مورسيا ونادي تينيريفي.

## وصلات خارجية
- خايرو ايزكييردو على موقع قاعدة بيانات كرة القدم.إي يو (الإنجليزية)
- خايرو ايزكييردو على موقع Soccerway.com (الإنجليزية)
- خايرو ايزكييردو على موقع AS.com (الإسبانية)